# Asma Jilani Jahangir

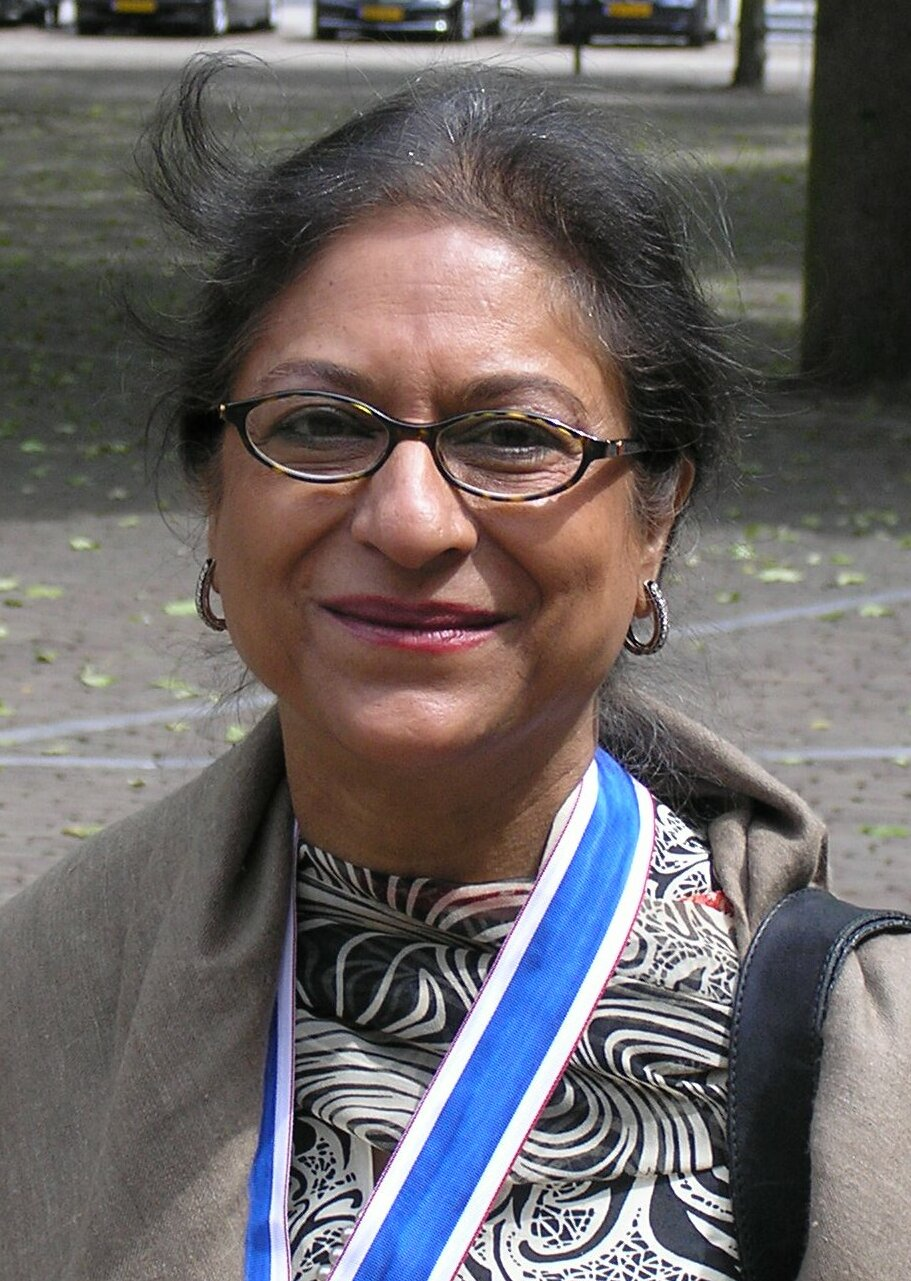
Asma Jilani Jahangir (2010)

Asma Jilani Jahangir (Urdu عاصمہ جہانگیر ʿĀṣimah Jahāṉgīr; * 27. Januar 1952; † 11. Februar 2018 in Lahore) war eine pakistanische Menschenrechtsaktivistin. Sie engagierte sich gegen die Militärdiktatur in Pakistan und den Islamismus im Land.
Zusammen mit ihrer Schwester gründete sie die erste von Frauen geleitete Anwaltspraxis des Landes und kämpfte gegen Ehrenmorde, Kinderarbeit, die Todesstrafe und extralegale Hinrichtungen durch den Geheimdienst, verteidigte Frauen, die nach Vergewaltigung des „Ehebruchs“ angeklagt wurden, und Angehörige religiöser Minderheiten gegen Blasphemie-Vorwürfe. Zuletzt war sie UN-Sonderberichterstatterin für die Menschenrechtssituation im Iran.
Von 1995 bis 2008 gehörte sie der Jury des Internationalen Nürnberger Menschenrechtspreises an.
Asma Jahangir erlag am 11. Februar 2018 in einem Krankenhaus in Lahore einem zuvor erlittenen Schlaganfall.

## Familie und Ausbildung
Jahangir wurde in eine politisch aktive, paschtunische Familie geboren. Ihr Vater, Malik Ghulam Jilani, war ein Beamter, der nach seiner Pensionierung in die Politik eintrat und jahrelang sowohl im Gefängnis als auch unter Hausarrest gestanden hatte, weil er sich gegen die Militärdiktaturen aussprach. Malik wurde mehrmals inhaftiert, unter anderem weil er die pakistanische Regierung während ihrer Militäraktion im heutigen Bangladesch (ehemals Ostpakistan) des Völkermordes bezichtigte.
Ihre Mutter Begum Sabiha Jilani (1927–2012) besuchte das Forman Christian College in Lahor zu einer Zeit, als nur wenige muslimische Frauen eine höhere Ausbildung erhielten. Sabiha führte ein eigenes Bekleidungsgeschäft, bis das Land ihrer Familie 1967 aufgrund der Ansichten und der Inhaftierung ihres Mannes beschlagnahmt wurde.
Jahangir studierte Jura an der University of the Punjab in Lahore  und schloss dieses im Jahre 1978 ab. Sie war verheiratet und hatte einen Sohn und zwei Töchter.

## Auszeichnungen und Ehrungen (Auswahl)
- 2010 Hilal-i-Imtiaz, die zweithöchste zivile Auszeichnung in Pakistan[11]
- 2010 UNESCO-Preis für Menschenrechtserziehung (UNESCO/Bilbao Prize for the Promotion of a Culture of Human Rights)[4]
- 2014 Right Livelihood Award (Alternativer Nobelpreis)[2]

## Schriften (Auswahl)
- The Hudood Ordinance: A Divine Sanction? Sang-e-Meel Publications, Lahore 2003, ISBN 978-969-35-1420-9 (englisch).
- Children of a Lesser God: Child Prisoners of Pakistan. Vanguard Books, Lahore 1993, ISBN 978-969-402-131-7 (englisch).
- Whither are we? Dawn, Karachi 4. Oktober 2000 (englisch, archivierte Online-Version).